# Osceola (Wisconsin)
Osceola is een plaats (village) in de Amerikaanse staat Wisconsin, en valt bestuurlijk gezien onder Polk County.

## Demografie
Bij de volkstelling in 2000 werd het aantal inwoners vastgesteld op 2421. In 2006 is het aantal inwoners door het United States Census Bureau geschat op 2685, een stijging van 264 (10,9%).

## Geografie
Volgens het United States Census Bureau beslaat de plaats een oppervlakte van 9,8 km², waarvan 9,5 km² land en 0,3 km² water. Osceola ligt op ongeveer 248 m boven zeeniveau.

## Plaatsen in de nabije omgeving
De onderstaande figuur toont nabijgelegen plaatsen in een straal van 12 km rond Osceola.